# 12089 Maichin
12089 Maichin (1998 HO35) là một tiểu hành tinh vành đai chính được phát hiện ngày 25 tháng 4 năm 1998 bởi nhóm nghiên cứu tiểu hành tinh gần Trái Đất phòng thí nghiệm Lincoln ở Socorro.